# Hôtel Bontemps (Fontainebleau)
Pour les articles homonymes, voir Hôtel Bontemps et Bontemps.
L'hôtel Bontemps, ou de Bontemps, est un hôtel particulier du XVIIe siècle situé à Fontainebleau, en France. Il a notamment appartenu à Antoine-Laurent Castellan.

## Situation et accès
L'édifice est situé au no 29 de la rue Saint-Honoré, à l'ouest du centre-ville de Fontainebleau. Plus largement, il se trouve dans le département de Seine-et-Marne, en région Île-de-France.

## Histoire
Entre des maisons au niveau de la rue de la Vieille-Poste (actuellement, Royale), s'étendait jusqu'à la rue Saint-Merry un vaste terrain, propriété de Jean Leclerc, comme le permet de situer une série d'actes de 1614 à 1626. Sur une partie de ce terrain est construit un hôtel qui, à l'origine, n'a pas de sortie sur la rue Saint-Merry. Par acte du 17 avril 1679, Anne Dunoyer, veuve de Charles Bernard, écuyer, sieur d'Aigrefin et autres lieux, conseiller secrétaire du roi, maison, couronne de France et de ses finances et ses enfants, Jean Charles, avocat en Parlement, François sieur d'Aigrefin et Marie-Thérèse vendent une maison sise rue Saint- Honoré à Alexandre Bontemps, écuyer, conseiller, premier valet de chambre ordinaire du roi, intendant des « chasteau, parc et domaine de Versailles », secrétaire général des Suisses et Grisons. Par l'effet du partage du 13 septembre 1701, Louis Bontemps, premier valet de chambre du roi, gouverneur du palais des Tuileries et capitaine des chasses de la Varenne-du-Louvre, hérite de la maison.
À la mort de Louis Bontemps, les créanciers de sa succession s'emparent de l'hôtel. Cependant, par acte du 4 décembre 1749, ils en font l'abandon à ses enfants et petits-enfants. Ceux-ci procèdent à la licitation le 13 février 1754 et Charlotte-Françoise Bontemps, veuve de Jean-Étienne de Varenne, en reste adjudicataire. Les Bontemps (Alexandre, Louis, son fils), en leur qualité de premiers valets de chambre, logent, en effet, dans un appartement du château. Les héritiers de Charlotte-Françoise Bontemps, par acte du 8 juin 1768, vendent ensuite la maison à Louis Spideler, piqueur des Grandes Écuries, qui la revend le 30 août 1772 à Nicolas Beaujon, receveur général des Finances à La Rochelle, et Élisabeth-Louise Bontemps, son épouse, un des héritiers de la dame de Varenne. L'hôtel revenait ainsi dans la famille du célèbre valet de chambre de Louis XIV, à laquelle il n'a pas cessé d'appartenir pendant plus d'un siècle, sauf une interruption de quatre années,.
Après ce dernier, Jacques Pasques et son épouse, veuve en premières noces de J.-B. Collibert, puis le dénommé Thierry et son épouse, née Maigret, ensuite les époux Vallée, deviennent successivement propriétaires de l'hôtel. Le 5 septembre 1816, Antoine-Laurent Castellan, marié à Marie-Julie Peyre, en fait l'acquisition en même temps que celle de la maison voisine. Castellan cherchait, en effet, dès 1811 à acheter une maison dans la ville, comme le témoigne une lettre adressée à son fils. Frédéric Nepveu lui propose le 21 mai une maison sise au no 8 de la rue de France. Castellan se porte finalement sur cet hôtel Bontemps et se consacre, dès lors, à dessiner et à graver les sites de la forêt et les vues du palais, ainsi qu'à réunir les matériaux du livre qu'il se proposait d'écrire sur Fontainebleau.